# Dominik Mysterio
Dominik Gutiérrez (né le 5 avril 1997 à San Diego (Californie)) est un catcheur (lutteur professionnel) américain. Il travaille actuellement à la World Wrestling Entertainment, dans la division Raw, sous le nom de Dominik Mysterio, où il est l'actuel champion Intercontinental.
Il est le fils de Rey Mysterio et le petit-neveu de Rey Misterio, Sr.,  tous deux étant aussi catcheurs et luchadors.

## Carrière

### World Wrestling Entertainment(2019-...)

#### Premières apparitions (2005-2020)
En 2005, le jeune garçon fait sa première apparition à la WWE à l'âge de 8 ans, participe à la rivalité opposant à Rey Mysterio et Eddie Guerrero qui se battent pour obtenir sa garde, Guerrero disant être son père, mais Mysterio remporte la rivalité.
5 ans plus tard, il participe de nouveau à une storyline de son père, en rivalité avec la Straight Edge Society[réf. nécessaire].
Le 19 mars 2019 à SmackDown Live, il apparaît aux côtés de son père qui annonce affronter Samoa Joe pour le titre des États-Unis de la WWE  à WrestleMania 35. Le 24 novembre aux Survivor Series, malgré son aide, son père ne remporte pas le titre de la WWE, battu par Brock Lesnar,.  

#### Débuts àRaw, rivalité avec Seth Rollins et Buddy Murphy (2020)
Le 15 juin à Raw, il fait ses débuts, attaque Seth Rollins pour venger son père blessé à l’œil, mais parvient à s'enfuir lorsque Murphy et Austin Theory tentent de l'arrêter,.
Le 23 août à SummerSlam, il dispute son premier match, mais perd face à The Monday Night Messiah dans un Street Fight match. La semaine suivante à Payback, Rey Mysterio et lui battent le catcheur australien et son même adversaire.

#### Draft àSmackDownet champion par équipe deSmackDownavec Rey Mysterio (2020-2021)
Le 9 octobre à SmackDown, lors du Draft, ils sont annoncés être transférés au show bleu par Stephanie McMahon. Le 22 novembre lors du pré-show aux Survivor Series, il ne remporte pas la Dual Brant Battle Royal, gagnée par The Miz.
Le 22 janvier 2021 à SmackDown, il fait ses débuts dans le show bleu, dispute son premier match, mais perd face à King Corbin. Neuf soirs plus tard au Royal Rumble, il entre dans son tout premier Men's Royal Rumble match en 21e position, élimine King Corbin avant d'être lui-même éliminé par Bobby Lashley après 2 minutes de match. 
Le 16 mai à WrestleMania Backlash, Rey Mysterio et lui deviennent les nouveaux champions par équipes de SmackDown en battant les Dirty Dawgs, remportent les titres pour la premère fois de leurs carrières et deviennent la première équipe père-fils de l'histoire de la WWE à remporter les titres par équipe. 
Le 18 juillet lors du pré-show à Money in the Bank, ils ne conservent pas leurs ceintures, battus par The Usos. Le 21 août à SummerSlam, ils ne remportent pas les ceintures, rebattus par leurs mêmes adversaires.

#### Retour àRaw, The Judgment Day, double champion Nord-Américain de laNXTet champion Intercontinental (2021-...)
Le 1er octobre à SmackDown, lors du Draft, ils sont annoncés être officiellement transférés au show rouge par Adam Pearce.
Le 29 janvier 2022 au Royal Rumble, il entre dans le Men's Royal Rumble match en 14e position, élimine Omos (avec les aides d'AJ Styles, Austin Theory, Chad Gable, Ricochet et Ridge Holland), les 3e et dernier catcheur avant d'être lui-même éliminé par Happy Corbin.
Le 2 avril à WrestleMania 38, son père et lui perdent face au Miz et Logan Paul.
Le 30 juillet à SummerSlam, aidés par Edge revenu de blessure après un mois d'absence, ils battent The Judgment Day (Finn Bálor et Damian Priest) (accompagnés de Rhea Ripley) dans un No Disqualification match.
Le 3 septembre à Clash at the Castle, il accompagne Rey Mysterio et Edge et assiste à leur victoire sur leurs mêmes adversaires. Après le combat, il effectue le premier Heel Turn de sa carrière, car il porte un Low-Blow sur le second catcheur, une Clothestline sur son propre père et rejoint officiellement le clan ennemi.
Le 5 novembre à Crown Jewel, ses deux nouveaux partenaires et lui battent The O.C (AJ Styles et les Good Brothers) dans un 6-Man Tag Team match.
Le 28 janvier 2023 au Royal Rumble, il entre dans le Men's Royal Rumble match en 18e position, élimine Johnny Gargano (avec l'aide de Finn Bálor) avant d'être lui-même éliminé par le futur gagnant, Cody Rhodes.
Le 1er avril à WrestleMania 39, il perd face à son propre géniteur.
Le 1er juillet à Money in the Bank, il perd face à The American Nightmare. Dix-sept soirs plus tard à NXT, avec l'aide des interventions extérieures de son clan, il devient le nouveau champion Nord-Américain de NXT en battant Wes Lee, remporte le titre pour la première fois de sa carrière et son premier titre personnel. Le 30 juillet à NXT: The Great American Bash, il conserve son titre en rebattant son même adversaire et en battant Mustafa Ali dans un Triple Threat match. Deux mois plus tard à NXT No Mercy, il ne conserve pas sa ceinture, battu par Trick Williams.
3 soirs plus tard à NXT, il redevient champion Nord-Américain de NXT, pour la seconde fois, en prenant sa revanche sur son même adversaire avec l'aide des interventions extérieures du clan. Le 25 novembre aux Survivor Series: WarGames, Damian Priest, Finn Bálor, JD McDonagh, Drew McIntyre et lui perdent face à Cody Rhodes, Seth "Freakin" Rollins, Sami Zayn, Jey Uso et Randy Orton dans son tout premier Men's WarGames match. Le 9 décembre à NXT Deadline, il ne conserve pas sa ceinture, battu par Dragon Lee.
Le 27 janvier 2024 au Royal Rumble, il entre dans le Men's Royal Rumble match en 9e position, élimine Bron Breakker avant d'être lui-même éliminé par CM Punk après 33 minutes de match.
Le 6 avril à WrestleMania XL, Santos Escobar et lui perdent face à Rey Mysterio et Andrade.
Le 3 août à SummerSlam, il distrait l'arbitre pour aider Liv Morgan à conserver sa ceinture face à sa partenaire, Rhea Ripley. Après le combat, il commence officiellement une storyline amoureuse avec la première catcheuse. Le 31 août à Bash in Berlin, sa nouvelle compagne et lui perdent face à son ancienne Mami et Damian Priest.
Le 1er février 2025 au Royal Rumble, il entre dans le Men's Royal Rumble match en 26e position, mais se fait éliminer par le catcheur portoricain après 4 minutes de match.
Le 20 avril 2025 à WrestleMania 41, il devient le nouveau champion Intercontinental en battant son partenaire irlandais, Bron Breakker et Penta dans un Fatal 4-Way match, remporte le titre pour la première fois de sa carrière et son second titre personnel. Le 10 mai à Backlash, il conserve son titre en rebattant le catcheur mexicain. Le 7 juin à Money in the Bank, il conserve son titre en battant Octagón Jr.
À Summerslam, il conserve son titre en battant AJ Styles grâce à son Frog Splash.

## Palmarès
- World Wrestling Entertainment
  - 1 fois champion Intercontinental  (actuel)
  - 2 fois champion Nord-Américain de la NXT
  - 1 fois champion par équipe de SmackDown - avec Rey Mysterio

## Récompenses des magazines
- Pro Wrestling Illustrated

| Année | 2021 | 2022 | 2023 | 2024 |
| ----- | ---- | ---- | ---- | ---- |
| Rang  | 147  | 292  | 94   | 69   |

## Vie privée
Il est en couple et marié avec Marie Juliette.